# 第三大道車站 (BMT卡納西線)
第三大道車站（英語：Third Avenue station）是美國紐約地鐵BMT卡納西線的地鐵站，位於曼哈頓格拉梅西及東村第三大道與14街交界，設有L線（任何時候停站）列車服務。

## 車站結構
| G        | 街道層   | 出入口                               |
| P 月台層 | 側式月台 | 側式月台                             |
| P 月台層 | 西行     | ← 往第八大道 (聯合廣場)              |
| P 月台層 | 東行     | → 往卡納西-洛克威公園道 (第一大道) → |
| P 月台層 | 側式月台 |                                      |

此站在1924年6月30日作為「14街-東線」一部分啟用，由第六大道通過東河和威廉斯堡，前往蒙特羅斯大道及布什維克大道。
此站設有兩個側式月台和兩條軌道。此站以西設有一個剪式橫渡線
各月台的最西端都設有各自的同層閘機。因此不能免費轉乘反方向的列車。此站與東鄰下一站第一大道幾乎一樣，只是閘機位於月台上方較小的夾層。
作為先導計劃一部分，此站有計劃安裝月台閘門，而14街隧道重建將在2019年至2020年間進行。此站可安裝月台閘門的原因是L線列車列車實施自動控制。MTA將利用先導計劃的結果決定是否將安裝月台閘門推行至全城。
此站有計劃改建為與第二大道線第三期工程與14街車站的轉乘站。

## 外部連結
- nycsubway.org—BMT Canarsie Line: 3rd Avenue
- Station Reporter — L Train
- The Subway Nut — 3rd Avenue Pictures （页面存档备份，存于）
- Third Avenue entrance from Google Maps Street View （页面存档备份，存于）
- Platforms from Google Maps Street View